# CKTM-DT
CKTM-DT est une station de télévision québécoise de langue française située à Trois-Rivières. Elle est détenue et exploitée par le réseau de ICI Radio-Canada Télé en Mauricie.

## Histoire
En 1957, Henri Audet, ingénieur québécois, obtient une licence pour l'exploitation d'une station de télévision à Trois-Rivières. La station, mise en ondes le 15 avril 1958, fait alors partie du réseau français de la Télévision de Radio-Canada. CKTM-TV, dont les lettres « TM » signifient « Télévision Mauricie », est détenue à cette époque par Télévision St-Maurice Inc..
Depuis 2005, CKTM opère comme un semi-satellite de CBFT Montréal, la station phare du réseau de Radio-Canada. Le 26 juin 2008, la Société Radio-Canada obtient l’approbation du Conseil de la radiodiffusion et des télécommunications canadiennes (CRTC) pour acquérir trois stations, incluant CKTM-TV (les deux autres étant CKSH-TV Sherbrooke, CKTV-TV Saguenay et son émetteur CKTV-TV-1 Saint-Fulgence appartenant à TQS, Inc.).
Le 7 janvier 2011, le CRTC approuve la demande de la Société Radio-Canada qui vise à installer un émetteur numérique, à la suite de l'arrêt de la télévision analogique et la transition vers le numérique qui a lieu le 31 août de la même année.
CKTM-TV, étant un des « marchés à conversion obligatoire » a donc interrompu l'émission de son signal analogique le 31 août 2011 sur le canal 13, pour mettre en ondes CKTM-DT qui diffuse sur le canal 28.

## Télévision numérique et haute définition
Après l'arrêt de la télévision analogique et la conversion au numérique qui a lieu le 31 août 2011, l'émetteur analogique de CKTM-TV au canal 13 a été remplacé par la programmation de CBMT (CBC jusqu'en juillet 2012). CKTM-DT diffuse en numérique depuis cette date au canal 28, à partir de son émetteur situé à Valmont.

## Distribution
Satellite
- Shaw Direct : 705 (SD)
- Bell Télé : 542 (SD)

Par câble
- Cogeco : 3 (SD), 504 (HD)
- Illico télé numérique : 2 (SD), 602 (HD)